# Тенараро

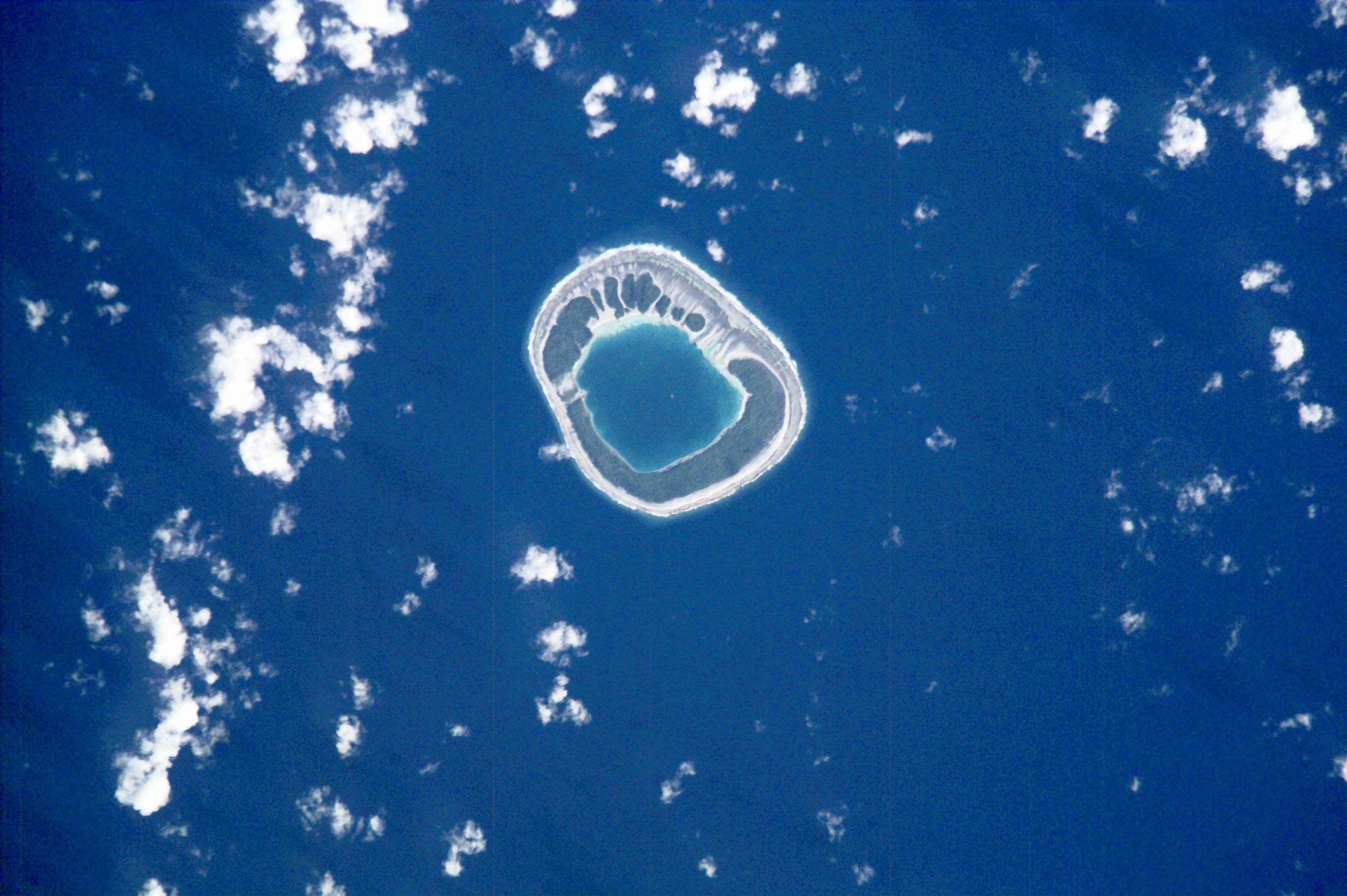
Космический снимок атолла.

Тенараро (фр. Tenararo) — атолл в архипелаге Туамоту (Французская Полинезия) в группе островов Актеон. Административно входит в состав коммуны Гамбье.

## География
Расположен в 225 км от острова Мангарева.

## История
Атолл был открыт в 1606 году испанским мореплавателем родом из Португалии Педро Фернандесом Киросом.

## Население
В 2007 году Тенароро был необитаем, хотя остров время от времени посещали жители других атоллов.

## Административное деление
Административно входит в состав коммуны Гамбье.